# (33613) Pendharkar
(33613) Pendharkar ist ein sehr kleiner, dunkler Asteroid im inneren Hauptgürtel, der am 10. Mai 1999 im Rahmen der LINEAR-Kampagne von einem Standort des Lincoln Laboratory in Socorro (New Mexico,   Vereinigte Staaten) entdeckt wurde.

## Name
Er wurde nach Aarushi Iris Pendharkar (* 2001) benannt, die für ihr Projekt zu Biomedizin und Gesundheitswissenschaften den zweiten Platz auf der Intel International Science and Engineering Fair 2016 gewann. Sie war Schülerin an der Massachusetts Academy of Math and Science in Worcester (Massachusetts).